# Hyamia unicolorata
Hyamia unicolorata là một loài bướm đêm trong họ Noctuidae.